# Виталиј Чуркин
Виталиј Иванович Чуркин (рус. Виталий Иванович Чуркин; Москва, 21. фебруар 1952 – Њујорк, 20. фебруар 2017) био је стални представник Русије у Уједињеним нацијама. На том положају је заменио Андреја Денисова 8. априла 2006, на положају је остао до своје изненадне смрти 20. фебруара 2017.

## Биографија
Чуркин је рођен 21. фебруара 1952. у Москви у породици руског конструктора авиона. Дипломатску каријеру је започео 1974. године.
Дипломирао је на Московском институту за спољне послове 1974. (сада - МГИМО, Русија) и ту је почео да ради. Докторирао је историју на Дипломатској академији Совјетског Савеза 1981 . године одбранивши своју тезу: "Кина и Јапан у стратегији спољне политике САД, 1969-1980."
Као дете, појавио се са малим улогама у три играна филма, од којих су два биографије посвећене Лењину (Уљанову) : "Плава свеска" (1963, у режији Лева Кулиџнова),; "Нула-Три" (1964, у режији Игора Елцова); и у филму " Мајка срце " (1965; режија: Марк Донски.).
Од 1974. до 1979. године радио је као рецензент, и виши рецензент у преводилачком одељењу Министарства спољних послова; био је преводилац у преговорима о ограничењу стратешког наоружања ''САЛТ-2'' у Женеви.
Од 1979 -1982. године био је најпре трећи, други па први секретар Министарства СССР у Министарству спољних послова.
Од 1982 - 1987 . године био је други а затим први секретар совјетске амбасаде у САД у Вашингтону.
Сведочио је пред Конгресом САД о нуклеарној катастрофи у Чернобиљу, што је било први пут у историји СССР да се тако нешто догодило, тада је био млади 34-годишњи дипломата, изабран је јер је имао репутацију некога ко течно говори енглески језик.
Од 1987. до 1989. године био је Помоћник Међународног одељења Централног комитета Комунистичке партије Совјетског Савеза.
Од 1989 - 1990. био је секретар за штампу министра спољних послова СССР Едуарда Шеварднадзеа.
Од 1990 - 1991. био је шеф информационог одељења у Министарству спољних послова, 1991. члан одбора Министарства спољних послова СССР.
Од 1991. до 1992. године био је начелник Одељења за информисање Министарства за спољне послове СССР, а затим руског Министарства иностраних послова.
Године 1992. био је изванредни и опуномоћени амбасадор у Чилеу.
Од јуна 1992. до октобра 1994. године био је заменик министра иностраних послова Андреја Козирева. Био је специјални представник руског председника у мировним преговорима за Југославију, а посебно у договорима између страна у босанском сукобу и западних земља.
Од 1994 - 1998. године био је изванредни и опуномоћени амбасадор Русије у Белгији и представник Русије у НАТО-у.
Од 26. августа 1998. године до 5. јуна 2003. био је изванредни и опуномоћени амбасадор Русије у Канади.
Од 2003 - 2006. био је амбасадор руског Министарства спољних послова и председник Комитета високих званичника међународне међудржавне организације Арктичког савета.
На дан 8. априла 2006. постао је стални амбасадор Русије при УН у Њујорку и руски представника у Савету безбедности УН, заменивши на том месту Андреја Денисова. Остао је упамћен по оштрим дуелима са америчким амбасадорима у УН Џоном Болтоном , Залом Кализадом и Сузан Пауер у питањима око Косова и Метохије, блискоисточних криза, Ирана...
Награђен је Орденом части (2009) и Орденом заслуга за Службу Отаџбини IV степена (2012).
Течно је говорио руски, монголски, француски и енглески језик.
Виталиј Чуркин је преминуо 20. фебруара 2017. на радном месту.
Породица Виталија Чуркина: његова супруга и двоје деце. Супруга Ирина дипломирала је у Институту за стране језике код Морис Торез и образовала се за преводиоца са француског. Ћерка Анастасија дипломирала је МГИМО, Русије, дописник је руског ТВ канала РТ. Син Максим дипломирао је на МГИМО Русије.
Шеф руске дипломатије Сергеј Лавров је након изненадне Чуркинове смрти подсетио јавност: "Ишли смо кроз живот заједно, један поред другог, у пролеће 1990. године истовремено је именован за помоћника министра, ја сам био задужен за УН, а он за Балкан, постао је истовремено и специјални представник руског председника за управљање кризама у бившој Југославији.” Шеф руске дипломатије је подсетио на почетка њихове заједничке каријере и изнео је примере тешкоћа у којима се Чуркин борио за објективност. „Фебруар 1994. године провели смо заједно, бавећи се сукобом у Босни и Херцеговини, тражили смо објективну истрагу одговорних стручњака УН о експлозији на сарајевској пијаци Маркале. Одговорност за тај догађај неосновано је тада сваљена на сарајевске Србе који су онда били изложени свакодневној ватри снајпериста. Чуркин је истраживао тај инцидент на сарајевској пијаци Маркале, где су муслиманске снаге својим минама убиле грађане Сарајева. У Сарајеву, где су тада свакодневно тукли снајпери, он је дочекао свој 42. рођендан и добио је резултате које је тражио.” (Подсетимо, у том првом масакру на Маркалама је убијено 68 људи, а рањено 144). „Виталиј Чуркин је преминуо на борбеном положају када је до његовог 65. рођендана остало свега неколико сати по московском времену,” написао је Лавров.
Српска јавност Виталија Чуркина памти као великог борца за правду и истину, великана светске дипломатије и политичара који је на седницама Савета безбедности УН оштро критиковао институције у Приштини због положаја Срба и неалбанаца на Косову, не либећи се да стане на страну Србије и посебно јер је као стални члан Русије у Савету безбедности УН 8. јула 2015. године уложио вето на британску резолуцију о Сребреници и тако спречио усвајање резолуције поводом 20 годишњице злочина у Сребреници којом би се српски народ жигосао као геноцидан.

## Реакције на изненадну смрт Виталија Чуркина
МОСКВА, 21. фебруар 2017. - РИА Новости.
Владимир Путин: „Заслуге Виталија Чуркина тешко је оценити. Њему су повераване одговорне функције. Током десет година, некад у крајње напетим условима, он је чврсто и доследно бранио руске позиције о најважнијим питањима, што је захтевало огромне напоре и велико самопоуздање.”
Западне дипломате и шефови међународних агенција говоре са великим поштовањем о свом колеги и противнику, наводећи високи стил Виталија Чуркина, његову јединствену способност да преговара, сјајан смисао за хумор, добру нарав и карактер. Он је увек чврсто и доследно потврђивао положај Москве у глобалној арени и стекао велико поштовање својих колега.
Савет безбедности УН усвојио је изјаву у којој су земље чланице изразиле саучешће руској страни, као и породици и родбини дипломате.
Генерални секретар УН-а Антонио Гутерес рекао је агенцији РИА Новости да је "шокиран и тужан" вешћу о смрти истакнутог дипломате. "Чињеница је да смо дуго радили заједно, ценио сам прилику да радим са њим. Нисам пропуштао његово разумевање ситуације и пријатељске вештине. Одајем признање његовом доприносу у Уједињеним нацијама и изражавам најдубље саучешће његовој породици и рођацима, Влади и народу Русије ", - рекао је Гутерес за АФП.
Бивши генерални секретар УН-а Бан Ки Мун је изразио своје саучешће поводом смрти Виталија Чуркина, који је, по његовом мишљењу, био "звезда интелигенције."
У посебан писму упућеном министру спољних послова Русије Сергеју Лаврову које је послала представница Европске уније за спољне послове и сигурносну политику Федерика Могерини истакла је да се Чуркин одликовао "великим искуством и отвореношћу", Ројтерс. "Као амбасадор у Њујорку, он је имао водећу улогу у односу на Савет безбедности УН-а више од десет година <...> био је достојан саговорник у дискусијама о бројним кључним питањима ЕУ и УН, укључујући и она у којима ЕУ и Русија нису увек показале сагласност, одиграо је важну улогу у преговорима који су довели до резолуције Савета безбедности УН 2240 "- навела је у писму представница ЕУ.
Генерална скупштина УН на иницијативу њеног председника Петера Томсона одржаће неформални састанак у знак сећања на Виталија Чуркина. У својој поруци на Твитеру Томсон под називом Витали прави пријатељ је рекао да су Русија и Уједињене нације "изгубиле сина, интелектуалног специјалисту у међународним односима."
Многе колеге су поменуо допринос који је руски дипломата направио у изградњи мира у светским жариштима, посебно попут Сирије и Украјине, рекао је британски амбасадор при Уједињеним нацијама, Метју Рајкрофт. "Главна питања у Савету безбедности УН о Украјини и Сирији више никада неће бити иста без Виталија Чуркина, "- написао је на свом Твитеру.
Поседовао је невероватну комбинацију личних и професионалних квалитета истакао је стални представник Никарагве у УН, Мариа Рубиалес."Виталиј је био диван дипломата. Могао је да достојанствено и врло убедљиво одбрани позицију Руске Федерације у Савету безбедности у свим међународним питањима ", - рекла је Рубиалес за РТ. Према њеним речима, Виталиј Чуркин је, "увек био спреман да помогне саветима, и подршком", тако да ће у њеном сећању остати "на првом месту као друг, а онда колега." Поред тога, руски дипломата, по њеној процени, био је адвокат и портпарол за интересе малих земаља, као што је Никарагва.
Представници других земаља студирали су Чуркинову способност да брани интересе своје државе у међународној арени. Стални представник Боливије у Уједињеним нацијама, рекао је за РТ, да је погођен и поменуо је како је руски дипломата успео да убеди своје западне колеге да усвоје резолуцију о Сирији.
"Када би Чуркин почињао да говори, настајала је тишина. Знали смо да ће рећи нешто јако важно - и никада нас није преварио у очекивањима. Сећам се, на дан 31. децембра прошле године, Чуркин је доставио нацрт резолуције за прекид ватре у Сирији, мада многе земље не хтеле да то прихвате, он је и даље допринео сам да би се донела одлука. То је био мудар човек, ", рекао је он.
Топле речи о раду руског дипломате стигле су и испред Сједињених Америчких Држава, са којом је Русија последњих година имала тешке односе. Саучешће је изразила амбасада у Москви, на челу са Џоном Тефтом који је рекао да је "Русија је изгубила једног од најталентованијих дипломата", а вест о његовој смрти је "шокантна и трагична".
Џек Матлок, који је био на положају америчког амбасадора у Русији од 1987. до 1991. године, изјавио је за РТ, да, иако није добро познавао Чуркина лично, сматрао га је "талентованим дипломатом и добрим човеком".
Бивша стална представница САД у УН, Саманта Пауер, у администрацији Барака Обаме, у више наврата је истакла сјајан таленат Виталија Чуркина и назвала га мајстором дипломатије.
На ванредном моћи руског дипломате указала је и Сузан Рајс која је служила као амерички амбасадор у УН од 2009. до 2013. године подсетивши на његову високу професионалност у том периоду, не само као представник Русије у УН.
Министарство спољних послова Канаде изјавило је за РТ, посебно саучешће поводом смрти Виталија Чуркина, који је био изванредни и опуномоћени амбасадор Руске Федерације у Канади од 1998. до 2003. "Наше искрено саучешће руској мисије при УН поводом смрти амбасадора Чуркина који је претходно био амбасадор у Канади, "- речено је у поруци објављеној на Твитеру испред мисије Канаде у Уједињеним нацијама као и од сталног представника Канаде у ЕУ, Џеремија Кинсмена, који је радио са Чуркином чак и пре него што је послат у УН.
Џереми Кинсман, је рекао да је Чуркин играо и у филму, а затим је био у стању да примени те своје таленте и у дипломатском раду. "Сећам се да је са великом способношћу бранио позицију Русије. <...> Виталиј је увек представљао интересе Русије. Али је нагласио и чињеницу да је Русија увек настојала да постигне разумевање, "- рекао је амбасадор Кинсман.
Бивши амбасадор Грчке у Пољској, Албанији и Канади Леонидас Хрисантопулос сарађивао је са Чуркином у Канади: "Он ми је рекао како је (дипломатија) тежак и стресан посао .. Али био је добар борац".
Бивши амерички амбасадор у Хрватској Питер Галбрајт је истакао да је руски дипломата био "један од иницијатора процеса успостављања примирја у Хрватској између владе и српске стране." "То је био изузетно лукав и довитљив дипломата. Чуркин, је био у стању да процени добро ситуацију и имао сјајан смисао за хумор. Он је морао да брани интересе Русије у ситуацијама када се против ње окренуо скоро цели свет ", закључак је Галбрајтов.
„Мада се амерички званичници понекад нису слагали са својим руским колегама, амбасадор Чуркин играо је кључну улогу у раду са Сједињеним Америчким Државама у бројним кључним питањима за унапређење глобалне безбедности“, изјавио је поводом Чуркинове смрти и амерички председник Доналд Трамп.